# Гельветское исповедание
Гельветское исповедание (Helvetische Konfession) — название двух исповеданий Реформатской Церкви: первого, составленного в Базеле в 1536 году Генрихом Буллингером, Лео Иудэ и другими кальвинистскими теологами и подписанного уполномоченными от всех реформатских церквей Швейцарии и второго, составленного тем же Буллингером, в 1564 году, на латинском языке, для курфюрста Фридриха III Пфальцского. Оба исповедания приняты шотландскими кальвинистами в 1566 году, французскими, в Ла-Рошели — в 1571 году, польскими — в 1571 и 1578 годах, венгерскими, в Дебрецене — в 1567 году.